# Jöns Jönsson
Jöns Jönsson, född 12 juni 1867 i Hög i Skåne,  död 29 juli 1941 i Västra Karaby församling i Skåne, var en svensk lantbrukare och riksdagspolitiker. Han var gift med Ingar Esbjörnsson, född 1869-12-09 i Löddeköpinge och dotter till Håkan Esbjörnsson.
Jönsson var lantbrukare i Slätåker. Han var även politiker (högerpartist) och tillhörde riksdagens andra kammare 1909–1920. Från 1922 tillhörde han första kammaren.